# Easy to Love (film, 1934)
Pour l’article homonyme, voir Easy to Love.
Pour plus de détails, voir Fiche technique et Distribution.
Easy to Love est un film américain pré-Code réalisé par William Keighley et sorti en 1934.
Il comporte une scène osée pour l'époque, avec Genevieve Tobin nue dans sa baignoire.

## Fiche technique
- Titre : Easy to Love
- Réalisation : William Keighley
- Scénario : Carl Erickson, Manuel Seff, David Boehm (adaptation) d'après la pièce de 1930  As Good As New de Thompson Buchanan[2]
- Producteur : Henry Blanke
- Photographie : Ernest Haller
- Montage : William Clemens
- Genre : Comédie romantique[3]
- Musique : Heinz Roemheld (non crédité)
- Production : Warner Bros.
- Distributeur : Warner Bros.
- Durée : 62 ou 65 minutes
- Date de sortie :
  - États-Unis : 13 janvier 1934

## Distribution
- Genevieve Tobin : Carol Townshend
- Adolphe Menjou : John Townshend
- Mary Astor : Charlotte Hopkins

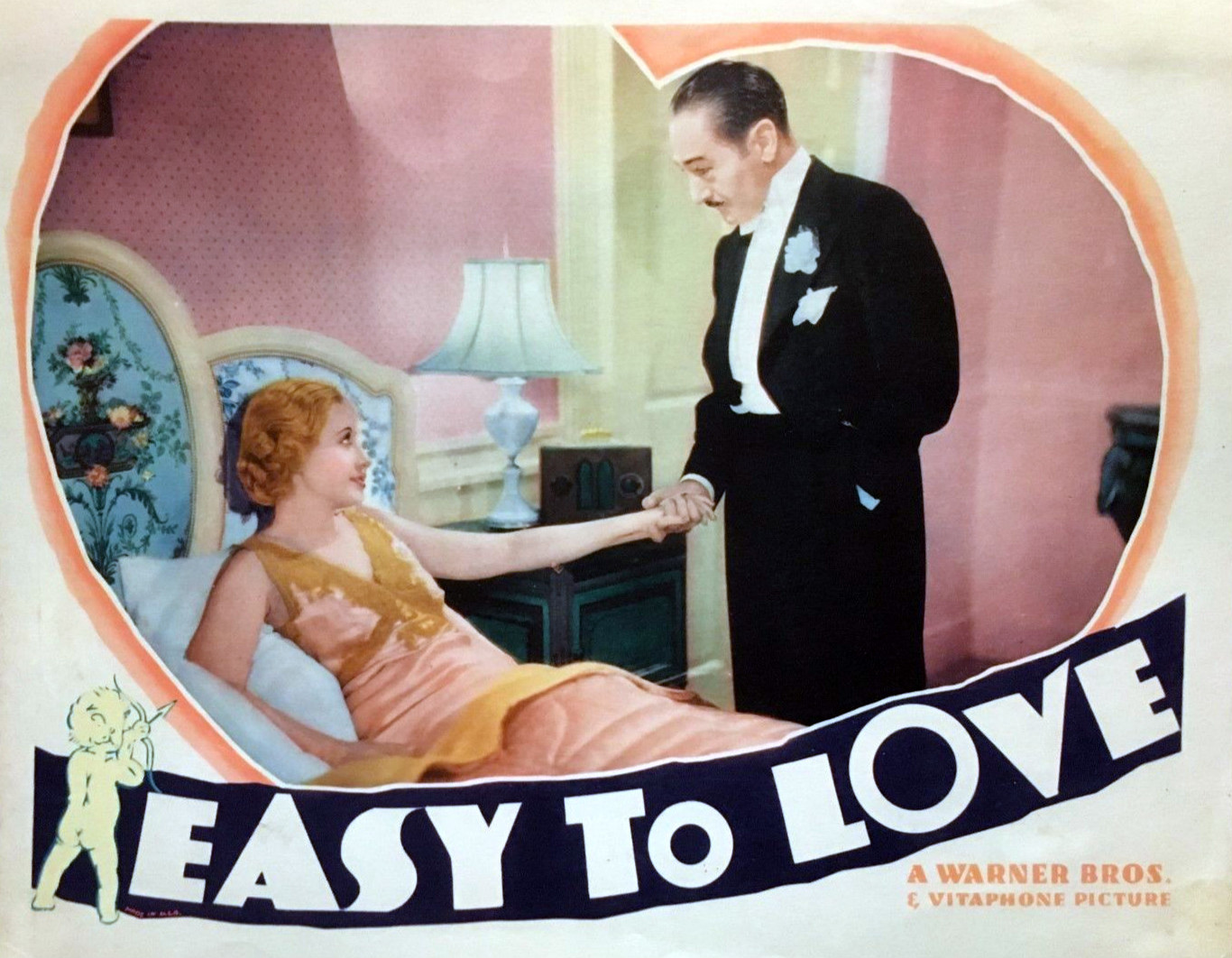
Carte promotionnelle du film.

- Edward Everett Horton :Eric Schulte
- Patricia Ellis : Janet Townshend
- Guy Kibbee : Justice of the Peace
- Hugh Herbert : Detective John McTavish
- Paul Kaye : Paul Smith (non crédité)
- Hobart Cavanaugh : hotel desk clerk
- Robert Greig : Andrews, the butler
- Harold Waldridge : garçon d'ascenseur